# أسبغورن هولم
أسبغورن هولم هو سياسي نرويجي، ولد في 9 أبريل 1921، وتوفي في 4 فبراير 2001. نشط حزبياً في حزب العمال. وقد انتخب عضو برلمان النرويج ‏ عن دائرة نورلان وقد انضم خلال فترته النيابية ‏ (1965 – 1969) للكتلة البرلمانية Socialist People's Party (Norway) ‏ وانتخب عضو برلمان النرويج ‏ عن دائرة نورلان وقد انضم خلال فترته النيابية ‏ (1961 – 1965) للكتلة البرلمانية Socialist People's Party (Norway) ‏.